# Laprade (Charente)
Laprade település Franciaországban, Charente megyében. Lakosainak száma 249 fő (2022. január 1.). Laprade Aubeterre-sur-Dronne, Nabinaud, Pillac, Saint-Romain, Petit-Bersac és Saint Privat en Périgord községekkel határos.

## Népesség
A település népességének változása:
| Lakosok száma | 316  | 223  | 207  | 223  | 235  | 242  | 247  | 247  | 247  | 249  |
|               | 1968 | 1982 | 1990 | 2006 | 2013 | 2015 | 2017 | 2019 | 2020 | 2022 |